# 金山 (香港)
金山（又音譯爲Kam Shan，土名石梨山）位於香港沙田區西南，是金山郊野公園的重要組成部分，最高點369米。山體所在的金山郊野公園以其猴子的數量聞名於香港，故此有「馬騮山」這個稱號（粵語稱猴子為馬騮）。

## 介紹
金山為香港的一座山峰，位於香港金山郊野公園西部，西面為葵青區，位處上葵涌石籬邨以東，金山路西南，孖指徑以南，坳背山及大蒸埸以北，大窩山華景山莊東北。

## 交通
金山的交通網絡並不完善。由於最就近的道路是金山路，遊人須使用金山路前往金山家樂徑對面的小徑攻頂。
遊人可乘搭九龍巴士72線或九龍巴士81線經金山路前往金山，或從華景山莊經樓梯小徑前往 (從小巴47M、93A、97A至該總站下車前往)。

## 设施
金山设有AM广播发射站和FM调频广播发射站转播多条香港電台、香港商業電台和新城電台的广播频道。同时亦设有电视发射站转播香港數碼地面電視廣播各频道。该发射站于1967年前后落成，当时无线电视在租用直升机兴建该电视发射站时发生坠机意外，机上人员全部罹难。